# Samarium(III)-bromid
Samarium(III)-bromid (SmBr3) ist eine chemische Verbindung aus den Elementen Samarium und Brom. Es bildet gelbe hygroskopische Kristalle. Die Verbindung besitzt eine Kristallstruktur isotyp zu der von Plutonium(III)-bromid.